# Козлов Олексій Васильович

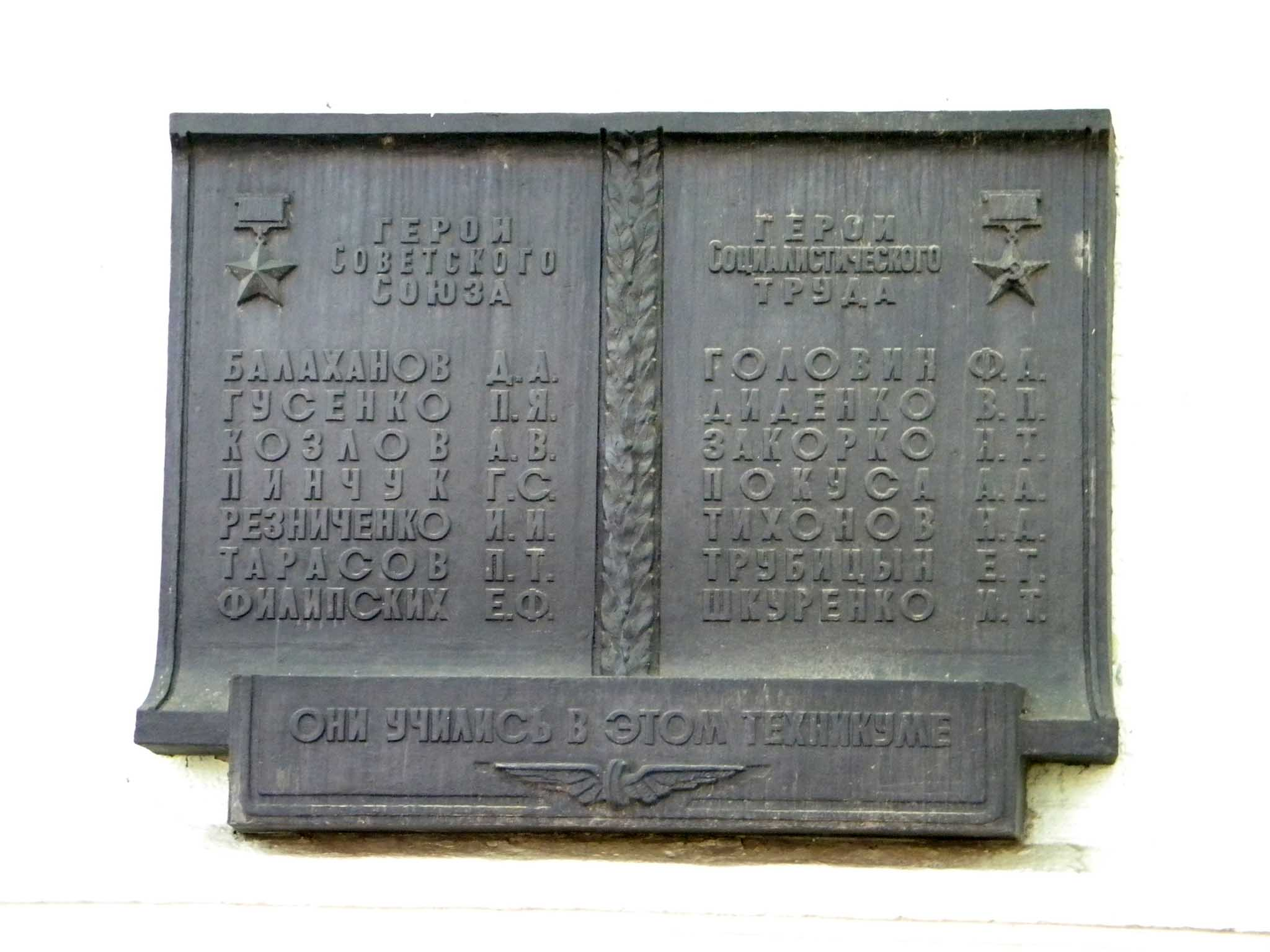
Меморіальна дошка на Дніпровському коледжі залізничного транспорту та транспортної інфраструктури

Олексій Васильович Козлов (25 лютого 1913, Катеринослав — 16 червня 1976, Лоїв, Гомельська область) — капітан Робітничо-селянської Червоної армії, учасник Великої Вітчизняної війни, Герой Радянського Союзу (1944).

## Біографія
Народився 25 лютого 1913 року в Катеринославі. Закінчив залізничний технікум. У 1932—1935 роках проходив службу в Робочо-селянській Червоній армії. У 1934 році закінчив Севастопольську військову авіаційну школу льотчиків та льотнабів. Звільнившись у запас, працював будівельником.
З червня 1941 — на фронтах Великої Вітчизняної війни. До грудня 1943 року був штурманом ланки 118-ї окремої далеко розвідувальної авіаційної ескадрильї 7-ї повітряної армії Карельського фронту у званні старшого лейтенанта. На той час він здійснив 127 бойових вильотів на повітряну розвідку військ та важливих об'єктів противника.
Указом Президії Верховної Ради СРСР «Про присвоєння звання Героя Радянського Союзу офіцерському складу військово-повітряних сил Червоної армії» від 4 лютого 1944 року за «зразкове виконання бойових завдань командування на фронті боротьби з німецькими загарбниками та проявлені при цьому відвагу та геройство» удостоєний високого звання Героя Радянського Союзу з врученням ордена Леніна та медалі «Золота Зірка» за номером 3130.
3 березня 1944 року літак Олексія Козлова потрапив в аварію, і льотчик зазнав тяжких травм. У квітні 1944 року вийшов у відставку за поранення у званні капітана. Проживав у селищі Лоїв Лоївського району Гомельської області Білоруської РСР. Помер 16 червня 1976.
Був також нагороджений орденами Вітчизняної війни 2-го ступеня та Червоної Зірки, низкою медалей.